# Jiří Jakubík
Jiří Jakubík (* 6. května 1979) je český klavírista, varhaník, hudební skladatel, aranžér a frontman skupiny Good Work.
Je jedním ze zakládajících členů hudební skupiny Good Work, která vznikla v roce 1996. Jako hudební skladatel, klavírista i aranžér se podílel na všech albech skupiny Good Work.

## Alba
- Studna
- Za světlem
- O naději
- Okamžik
- Cestou
- Znamení[4]
- Já s tebou počítám